# 広義固有ベクトル
線型代数学において，n × n 行列 A の広義（あるいは一般）固有ベクトル（こうぎこゆうベクトル，いっぱんこゆうベクトル，英: generalized eigenvector）は，（通常の）固有ベクトルの定義を緩めたある条件を満たすベクトルである．
V を n 次元ベクトル空間とする．φ を V から V への線型写像とする．A をある基底についての φ の行列表示とする．
V の完全な基底をなす A の n 個の線型独立な固有ベクトルがいつも存在するとは限らない．つまり，行列 A は対角化可能とは限らない．これは少なくとも1つの固有値 λi の代数的重複度がその幾何学的重複度（行列 A − λiI の退化次数，あるいはその零空間の次元）よりも大きいときに起こる．この場合，λi は不足固有値と呼ばれ，A は不足行列と呼ばれる．
λi に対応する広義固有ベクトル xi は，行列 A − λiI とあわせて，V の不変部分空間の基底をなす線型独立な広義固有ベクトルのジョルダン鎖を生成する．
広義固有ベクトルを用いて，A の線型独立な固有ベクトルの集合を必要ならば V の完全な基底に拡張できる．この基底は A に相似なジョルダン標準形にある「ほとんど対角な行列」J を決定するのに用いることができ，これは A のある行列関数を計算するのに有用である．行列 J は A が対角化可能とは限らないときに線形微分方程式系 x′ = Ax を解く際にも有用である．

## 概要と定義
（通常の）固有ベクトルを定義するいくつかの同値な方法がある．n × n 行列 A の固有値 λ の固有ベクトル x とは，(λI − A)x = 0 なる零でないベクトルである，ただし I は n × n の単位行列であり，0 は n 次元の零ベクトルである．つまり，x は変換 A − λI の核に属する．A が n 個の線型独立な固有ベクトルを持てば，A は対角行列 D に相似である．つまり，ある可逆行列 M が存在して，A は相似変換 D = M−1AM により対角化可能である．行列 D は A のスペクトル行列と呼ばれる．行列 M は A の モード行列 と呼ばれる．対角化可能な行列は，その行列関数が容易に計算できるなどの特長がある．
一方，n × n 行列 A が n 個の線型独立な固有ベクトルを持たないとき，A は対角化可能ではない．
定義ベクトル xm が行列 A の固有値 λ に対応する階数 m の広義（あるいは一般）固有ベクトル (英: generalized eigenvector) であるとは，{\displaystyle (A-\lambda I)^{m}{\boldsymbol {x}}_{m}=0} を満たすが，{\displaystyle (A-\lambda I)^{m-1}{\boldsymbol {x}}_{m}\neq {\boldsymbol {0}}} であることをいう．
明らかに，階数 1 の広義固有ベクトルは通常の固有ベクトルである．すべての n × n 行列 A は n 個の線型独立な広義固有ベクトルを持ち，ジョルダン標準形の「ほとんど対角」な行列 J に相似であることを示すことができる．つまり，可逆行列 M が存在して，J = M−1AM となる．このときの行列 M は A の 広義モード行列 と呼ばれる．λ が代数的重複度 μ の固有値ならば，A は λ に対応する μ 個の線型独立な広義固有ベクトルを持つ．これらの結果は，A のある種の行列関数を簡易に計算する際に有用となる．
与えられた λ に対するすべての広義固有ベクトルによって張られる集合は λ の広義（あるいは一般）固有空間 (英: generalized eigenspace) をなす．

## 例
広義固有ベクトルの概念を説明するいくつかの例を挙げる．詳細のいくつかは後で記述される．

### 例 1
まず，固有値が重複しても異なる（通常の）固有ベクトルが得られる例について示す．
{\displaystyle A={\begin{bmatrix}1&0\\0&1\end{bmatrix}}}
とする．A の固有値は，det(λI − A) = 0 を満たす λ であり，これを解くと，{\displaystyle (\lambda -1)^{2}=0} となり，ただ1つの固有値 λ = 1 が得られる．その代数的重複度は {\displaystyle \mu =2} である．この固有値 λ = 1 に対する（通常の）固有ベクトルを求めてみよう．{\textstyle {\boldsymbol {x}}={\begin{bmatrix}x_{1}\\x_{2}\end{bmatrix}}} とおき，{\displaystyle (1I-A){\boldsymbol {x}}=0} を満たすゼロでないベクトルを求めると，
{\displaystyle {\begin{bmatrix}0&0\\0&0\end{bmatrix}}{\begin{bmatrix}x_{1}\\x_{2}\end{bmatrix}}={\begin{bmatrix}0\\0\end{bmatrix}}}
となり，x1, x2 とも任意でよい．たとえば，{\textstyle {\boldsymbol {x}}={\begin{bmatrix}1\\0\end{bmatrix}}}
も，{\textstyle {\boldsymbol {x}}={\begin{bmatrix}0\\1\end{bmatrix}}}もいずれも固有値 λ = 1 に対する固有ベクトルとなる．この2つの固有ベクトルは互いに線形独立である．
なお，
{\displaystyle \operatorname {rank} (\lambda I-A)=0=\underbrace {2} _{n}-\underbrace {2} _{\gamma }}
であり，幾何学的重複度は γ = 2 である．実際に，固有値 λ = 1 に対して，2つの互いに線形独立な固有ベクトルが得られることがわかる．

### 例 2
固有値が重複する場合に異なる（通常の）固有ベクトルが得られない例について示す．
{\displaystyle A={\begin{bmatrix}1&1\\0&1\end{bmatrix}}}
とする．A の固有値は，det(λI − A) = 0 を満たす λ であり，これを解くと，(λ − 1)2 = 0 となり，ただ1つの固有値 λ = 1 が得られる．その代数的重複度は μ = 2 である．例 1 と異なり，
{\displaystyle \operatorname {rank} (\lambda I-A)=1=\underbrace {2} _{n}-\underbrace {1} _{\gamma }}
で，幾何的重複度は γ = 1 である．すなわち，例 1 とは異なり，固有値 λ = 1 に対する（通常の）固有ベクトルは1つしかない．
では，この固有値 λ = 1 に対する（通常の）固有ベクトルを求めよう．今，{\textstyle {\boldsymbol {x}}={\begin{bmatrix}x_{1}\\x_{2}\end{bmatrix}}} とおき，(1I − A)x = 0 を満たすゼロでないベクトルを求めると，
{\displaystyle {\begin{bmatrix}0&-1\\0&0\end{bmatrix}}{\begin{bmatrix}x_{1}\\x_{2}\end{bmatrix}}={\begin{bmatrix}0\\0\end{bmatrix}}}
となり，x1 は任意であるが，x2 = 0 でなくてはならない．したがって，たとえば，{\textstyle {\boldsymbol {x}}={\begin{bmatrix}1\\0\end{bmatrix}}} は固有値 λ = 1 に対する固有ベクトルとなる．なお，x1 は任意であるから，{\textstyle {\boldsymbol {x}}={\begin{bmatrix}2\\0\end{bmatrix}}} もまた固有ベクトルであるが，{\textstyle {\boldsymbol {x}}={\begin{bmatrix}1\\0\end{bmatrix}}} と {\textstyle {\boldsymbol {x}}={\begin{bmatrix}2\\0\end{bmatrix}}} は互いに独立ではないことにも注意されたい．
つぎに，この（通常の）固有ベクトル {\textstyle {\boldsymbol {x}}={\begin{bmatrix}1\\0\end{bmatrix}}} を x1 として，一般固有ベクトル x2 を求めよう．これは，{\textstyle {\boldsymbol {x}}_{2}={\begin{bmatrix}x_{21}\\x_{22}\end{bmatrix}}} とおき，{\textstyle (\lambda I-A){\boldsymbol {x}}_{2}=-{\boldsymbol {x}}_{1}} を解くことによって求めることができる．具体的には，
{\displaystyle \left(1{\begin{bmatrix}1&0\\0&1\end{bmatrix}}-{\begin{bmatrix}1&1\\0&1\end{bmatrix}}\right){\begin{bmatrix}x_{21}\\x_{22}\end{bmatrix}}={\begin{bmatrix}0&-1\\0&0\end{bmatrix}}{\begin{bmatrix}x_{21}\\x_{22}\end{bmatrix}}=-{\begin{bmatrix}1\\0\end{bmatrix}}}
を解くと，x21 は任意であり，x22 = 1 となる．すると階数 2 の一般固有ベクトルは {\textstyle {\boldsymbol {x}}_{2}={\begin{bmatrix}a\\1\end{bmatrix}}} である，ただし a は任意のスカラー値である．a = 0 とするのが最も単純である．
x1 と x2 は線型独立であり，ベクトル空間 V の基底をなす．
行列 A は，対角化可能ではないことに注意されたい．この行列は1つの 優対角成分があるから，階数が 1 よりも大きい一般化固有ベクトルが1つある（あるいは，ベクトル空間 V の次元は 2 だから階数が 1 よりも大きい広義固有ベクトルは高々1つであることも分かる）．あるいは，(λI − A) の零空間の次元が p = 1 であることを計算でき，したがって階数が 1 よりも大きい広義固有ベクトルは m − p = 1 個ある．
さて，求めた（通常の）固有ベクトルと（一般）固有ベクトルを並べた行列
{\displaystyle M={\begin{bmatrix}{\boldsymbol {x}}_{1}&{\boldsymbol {x}}_{2}\end{bmatrix}}={\begin{bmatrix}1&0\\0&1\end{bmatrix}}}
に対して，
{\displaystyle J=M^{-1}AM={\begin{bmatrix}1&1\\0&1\end{bmatrix}}}
となり，A は対角化はできていないが，J には A の固有値が対角成分に現れ，右上に“1” が配置されたジョルダン標準形となっていることがわかる．

### 例 3
この例は例 2 よりも複雑である．低い次数のよい例題を構成することはやや少し難しい．
行列
{\displaystyle A={\begin{bmatrix}1&0&0&0&0\\3&1&0&0&0\\6&3&2&0&0\\10&6&3&2&0\\15&10&6&3&2\end{bmatrix}}}
の固有値は
det(λI − A) = (λ − 1)2(λ − 2)3 =0
の解なので，固有値 λ1 = 1 と λ2 = 2 を持ち，その代数的重複度はそれぞれ μ1 = 2 と μ2 = 3 である．λ1 = 1 に対して，
{\displaystyle \operatorname {rank} (\lambda _{1}I-A)=4=\underbrace {5} _{n}-\underbrace {1} _{\gamma _{1}}}
となるので，幾何学的重複度は γ1 = 1 である．λ2 = 2 に対して，
{\displaystyle \operatorname {rank} (\lambda _{2}I-A)=4=\underbrace {5} _{n}-\underbrace {1} _{\gamma _{2}}}
となるので，幾何的重複度は γ2 = 1 である．
はじめに，λ1 = 1 に対する（通常の）固有ベクトル x11 を求める．幾何学的重複度は γ1 = 1 なので，残りの一般固有ベクトルは，x11 から逐次的に求められる．具体的には，次のように求めた．
{\displaystyle (1I-A){\boldsymbol {x}}_{11}={\begin{bmatrix}0&0&0&0&0\\-3&0&0&0&0\\-6&-3&-1&0&0\\-10&-6&-3&-1&0\\-15&-10&-6&-3&-1\end{bmatrix}}{\begin{bmatrix}0\\3\\-9\\9\\-3\end{bmatrix}}={\begin{bmatrix}0\\0\\0\\0\\0\end{bmatrix}}={\boldsymbol {0}},}
{\displaystyle (1I-A){\boldsymbol {x}}_{12}={\begin{bmatrix}0&0&0&0&0\\-3&0&0&0&0\\-6&-3&-1&0&0\\-10&-6&-3&-1&0\\-15&-10&-6&-3&-1\end{bmatrix}}{\begin{bmatrix}1\\-15\\30\\-1\\-45\end{bmatrix}}=-{\begin{bmatrix}0\\3\\-9\\9\\-3\end{bmatrix}}=-{\boldsymbol {x}}_{11},}
つぎに，λ2 = 2 に対する（通常の）固有ベクトル x21 を求め，幾何学的重複度は γ2 = 1 なので，残りの一般固有ベクトル x22 と x23 は，x21 から逐次的に求められる．具体的には，次のように求めた．
{\displaystyle (2I-A){\boldsymbol {x}}_{21}={\begin{bmatrix}1&0&0&0&0\\-3&1&0&0&0\\-6&-3&0&0&0\\-10&-6&-3&0&0\\-15&-10&-6&-3&0\end{bmatrix}}{\begin{bmatrix}0\\0\\0\\0\\9\end{bmatrix}}={\begin{bmatrix}0\\0\\0\\0\\0\end{bmatrix}}={\boldsymbol {0}},}
{\displaystyle (2I-A){\boldsymbol {x}}_{22}={\begin{bmatrix}1&0&0&0&0\\-3&1&0&0&0\\-6&-3&0&0&0\\-10&-6&-3&0&0\\-15&-10&-6&-3&0\end{bmatrix}}{\begin{bmatrix}0\\0\\0\\3\\0\end{bmatrix}}=-{\begin{bmatrix}0\\0\\0\\0\\9\end{bmatrix}}=-{\boldsymbol {x}}_{21},}
{\displaystyle (2I-A){\boldsymbol {x}}_{23}={\begin{bmatrix}1&0&0&0&0\\-3&1&0&0&0\\-6&-3&0&0&0\\-10&-6&-3&0&0\\-15&-10&-6&-3&0\end{bmatrix}}{\begin{bmatrix}0\\0\\1\\-2\\0\end{bmatrix}}=-{\begin{bmatrix}0\\0\\0\\3\\0\end{bmatrix}}=-{\boldsymbol {x}}_{22}} 。
これは A の各広義固有空間の基底となる．広義固有ベクトルの2つの鎖と合わせて5次元列ベクトル全体の空間を張る．
{\displaystyle \left\{{\boldsymbol {x}}_{11},{\boldsymbol {x}}_{12}\right\}=\left\{{\begin{bmatrix}0\\3\\-9\\9\\-3\end{bmatrix}},\,{\begin{bmatrix}1\\-15\\30\\-1\\-45\end{bmatrix}}\right\},\;\left\{{\boldsymbol {x}}_{21},{\boldsymbol {x}}_{22},{\boldsymbol {x}}_{23}\right\}=\left\{{\begin{bmatrix}0\\0\\0\\0\\9\end{bmatrix}},\,{\begin{bmatrix}0\\0\\0\\3\\0\end{bmatrix}},\,{\begin{bmatrix}0\\0\\1\\-2\\0\end{bmatrix}}\right\}}
A に相似な「ほぼ対角」なジョルダン標準形の行列 J は以下のようにして得られる：
{\displaystyle M={\begin{bmatrix}{\boldsymbol {x}}_{11}&{\boldsymbol {x}}_{21}&{\boldsymbol {x}}_{21}&{\boldsymbol {x}}_{22}&{\boldsymbol {x}}_{23}\end{bmatrix}}={\begin{bmatrix}0&1&0&0&0\\3&-15&0&0&0\\-9&30&0&0&1\\9&-1&0&3&-2\\-3&-45&9&0&0\end{bmatrix}},}
{\displaystyle J=M^{-1}AM={\begin{bmatrix}1&1&0&0&0\\0&1&0&0&0\\0&0&2&1&0\\0&0&0&2&1\\0&0&0&0&2\end{bmatrix}},}
ただし M は A の 広義モード行列 であり，M の列は A の標準基底であり，AM = MJ である。 

## ジョルダン鎖
定義xm を行列 A の固有値 λ に対応する階数 m の広義固有ベクトルとする．xm によって生成される鎖とは次で与えられるベクトルの集合 {\displaystyle \left\{{\boldsymbol {x}}_{m},{\boldsymbol {x}}_{m-1},\dots ,{\boldsymbol {x}}_{1}\right\}} である：
{\displaystyle {\boldsymbol {x}}_{m-1}=(A-\lambda I){\boldsymbol {x}}_{m},}

{\displaystyle {\boldsymbol {x}}_{m-2}=(A-\lambda I)^{2}{\boldsymbol {x}}_{m}=(A-\lambda I){\boldsymbol {x}}_{m-1},}

{\displaystyle {\boldsymbol {x}}_{m-3}=(A-\lambda I)^{3}{\boldsymbol {x}}_{m}=(A-\lambda I){\boldsymbol {x}}_{m-2},}

{\displaystyle \vdots }

{\displaystyle {\boldsymbol {x}}_{1}=(A-\lambda I)^{m-1}{\boldsymbol {x}}_{m}=(A-\lambda I){\boldsymbol {x}}_{2}.}
したがって，一般に，
(2) によって与えられるベクトル xj は固有値 λ に対応する階数 j の広義固有ベクトルである．鎖はベクトルの線型独立な集合である．

## 標準基底
定義：n 個の線型独立な広義固有ベクトルの集合が標準基底 (canonical basis) であるとは，ジョルダン鎖の全体からなることをいう．
したがって，階数 m の広義固有ベクトルが標準基底に入っていることを一度決定すれば，xm によって生成されるジョルダン鎖に入っている m − 1 個のベクトル {\displaystyle {\boldsymbol {x}}_{m-1},{\boldsymbol {x}}_{m-2},\ldots ,{\boldsymbol {x}}_{1}} も標準基底に入っていることが従う．
λi を A の代数的重複度 μi の固有値とする．まず，行列 {\displaystyle (A-\lambda _{i}I),(A-\lambda _{i}I)^{2},\ldots ,(A-\lambda _{i}I)^{m_{i}}} の階数を求める．整数 mi は {\displaystyle (A-\lambda _{i}I)^{m_{i}}} の階数が n − μi となる「最初の整数」として決定される（n は A の行や列の個数である，つまり A は n × n である）．
さて
{\displaystyle \rho _{k}=\operatorname {rank} (A-\lambda _{i}I)^{k-1}-\operatorname {rank} (A-\lambda _{i}I)^{k}\qquad (k=1,2,\ldots ,m_{i})}
と定義する．変数 ρk は A の標準基底に現れる固有値 λi に対応する階数 k の線型独立な広義固有ベクトルの個数を表す．
{\displaystyle \operatorname {rank} (A-\lambda _{i}I)^{0}=\operatorname {rank} (I)=n}
に注意．

## 広義固有ベクトルの計算
これまでの節で n × n 行列 A に付随するベクトル空間 V に対する標準基底の n 個の線型独立な広義固有ベクトルを得る方法を見た．これらの方法を結合して手順を得る：
固有値 λi と代数的重複度 μi に対する A の特性方程式を解く；
各 λi に対して：
n − μi を決定する；
mi を決定する；
k = 1, ..., mi に対して ρk を決定する；
λi に対して各ジョルダン鎖を決定する；

### 例 4
行列
{\displaystyle A={\begin{bmatrix}5&1&-2&4\\0&5&2&2\\0&0&5&3\\0&0&0&4\end{bmatrix}}}
の固有値は
{\displaystyle \det(\lambda I-A)=(\lambda -5)^{3}(\lambda -4)^{1}=0}
の解であり，これを解くと λ1 = 5（代数的重複度 μ1 = 3）および λ2 = 4（代数的重複度 μ2 = 1）が得られる．また，n = 4 である．λ1 = 5 に対して n − μ1 = 4 − 3 = 1 である．
{\displaystyle (A-5I)={\begin{bmatrix}0&1&-2&4\\0&0&2&2\\0&0&0&3\\0&0&0&-1\end{bmatrix}},\qquad \operatorname {rank} (A-5I)=3.}
{\displaystyle (A-5I)^{2}={\begin{bmatrix}0&0&2&-8\\0&0&0&4\\0&0&0&-3\\0&0&0&1\end{bmatrix}},\qquad \operatorname {rank} (A-5I)^{2}=2.}
{\displaystyle (A-5I)^{3}={\begin{bmatrix}0&0&0&14\\0&0&0&-4\\0&0&0&3\\0&0&0&-1\end{bmatrix}},\qquad \operatorname {rank} (A-5I)^{3}=1.}
{\displaystyle (A-5I)^{m_{1}}} の階数が n − μ1 = 1 になる最初の整数 m1 は m1 = 3 である．
次のように定義する：
{\displaystyle {\begin{aligned}\rho _{3}&=\operatorname {rank} (A-5I)^{2}-\operatorname {rank} (A-5I)^{3}=2-1=1,\\\rho _{2}&=\operatorname {rank} (A-5I)^{1}-\operatorname {rank} (A-5I)^{2}=3-2=1,\\\rho _{1}&=\operatorname {rank} (A-5I)^{0}-\operatorname {rank} (A-5I)^{1}=4-3=1.\end{aligned}}}
したがって，3つの線型独立な広義固有ベクトルが存在する；階数 3, 2, 1 に1つずつである．λ1 は3つの線型独立な広義固有ベクトルのただ1つの鎖に対応するので，λ1 に対応する階数 3 の広義固有ベクトルであって
なるものが存在することを知っている．方程式 (3) と (4) は x3 について解くことができる線型方程式系を表す．
{\displaystyle {\boldsymbol {x}}_{3}={\begin{bmatrix}x_{31}\\x_{32}\\x_{33}\\x_{34}\end{bmatrix}}}
とする．すると
{\displaystyle (A-5I)^{3}{\boldsymbol {x}}_{3}={\begin{bmatrix}0&0&0&14\\0&0&0&-4\\0&0&0&3\\0&0&0&-1\end{bmatrix}}{\begin{bmatrix}x_{31}\\x_{32}\\x_{33}\\x_{34}\end{bmatrix}}={\begin{bmatrix}14x_{34}\\-4x_{34}\\3x_{34}\\-x_{34}\end{bmatrix}}={\begin{bmatrix}0\\0\\0\\0\end{bmatrix}}}
および
{\displaystyle (A-5I)^{2}{\boldsymbol {x}}_{3}={\begin{bmatrix}0&0&2&-8\\0&0&0&4\\0&0&0&-3\\0&0&0&1\end{bmatrix}}{\begin{bmatrix}x_{31}\\x_{32}\\x_{33}\\x_{34}\end{bmatrix}}={\begin{bmatrix}2x_{33}-8x_{34}\\4x_{34}\\-3x_{34}\\x_{34}\end{bmatrix}}\neq {\begin{bmatrix}0\\0\\0\\0\end{bmatrix}}}
である．したがって，条件 (3) と (4) を満たすためには，x34 = 0 かつ x33 ≠ 0 でなければならない．x31 と x32 には何の制約もない．x31 = x32 = x34 = 0, x33 = 1 と選ぶことで，λ1 = 5 に対応する階数 3 の広義固有ベクトルとして
{\displaystyle {\boldsymbol {x}}_{3}={\begin{bmatrix}0\\0\\1\\0\end{bmatrix}}}
を得る．x31, x32, x33 で x33 ≠ 0 なる異なる値を選ぶことによって階数 3 の他の広義固有ベクトルを無限個得ることができることに注意．しかしながら，我々の最初の選択が最も単純である．
さて方程式 (1) を用いて，x2 と x1 をそれぞれ階数 2 と 1 の広義固有ベクトルとして得る，ただし
{\displaystyle {\boldsymbol {x}}_{2}=(A-5I){\boldsymbol {x}}_{3}={\begin{bmatrix}-2\\2\\0\\0\end{bmatrix}}}
および
{\displaystyle {\boldsymbol {x}}_{1}=(A-5I){\boldsymbol {x}}_{2}={\begin{bmatrix}2\\0\\0\\0\end{bmatrix}}}
である．代数的重複度が 1 の固有値 λ2 = 4 は標準的な手法で扱うことができ，通常の固有ベクトル
{\displaystyle {\boldsymbol {y}}_{1}={\begin{bmatrix}-14\\4\\-3\\1\end{bmatrix}}}
を持つ．A の標準基底は
{\displaystyle \left\{{\boldsymbol {x}}_{3},{\boldsymbol {x}}_{2},{\boldsymbol {x}}_{1},{\boldsymbol {y}}_{1}\right\}=\left\{{\begin{bmatrix}0\\0\\1\\0\end{bmatrix}}{\begin{bmatrix}-2\\2\\0\\0\end{bmatrix}}{\begin{bmatrix}2\\0\\0\\0\end{bmatrix}}{\begin{bmatrix}-14\\4\\-3\\1\end{bmatrix}}\right\}}
である．x1, x2, x3 は λ1 に伴う広義固有ベクトルである．y2 は λ2 に伴う通常の固有ベクトルである．
これはかなり単純な例であることに注意すべきである．一般に，階数 k の線型独立な広義固有ベクトルの個数 ρk は必ずしも等しくない．つまり，特定の固有値に対応する異なる長さのいくつかの鎖があるかもしれない．

## 広義モード行列
A を n × n 行列とする．A の広義モード行列 (generalized modal matrix) M とは，n × n 行列であって，その列が，ベクトルと考えたときに，A の標準基底をなし，M において以下の規則に従って現れるものをいう：
- 1つのベクトルからなるすべてのジョルダン鎖は M のはじめの列に現れる．
- 1つの鎖のすべてのベクトルは M の隣接する列に一緒に現れる．
- 各鎖は M において階数が増える順番で現れる（つまり，階数 1 の広義固有ベクトルは同じ鎖の階数 2 の広義固有ベクトルよりも前に現れ，これは同じ鎖の階数 3 の広義固有ベクトルよりも前に現れ，……）[25]．

## ジョルダン標準形
V を n 次元ベクトル空間とする；φ を V から自身への線型写像全体の集合 End(V) の元とする；A をある基底に関する φ の行列表示とする．次のことを示すことができる．A の特性多項式 f(λ) が一次式に分解して
{\displaystyle f(\lambda )=\pm (\lambda -\lambda _{1})^{\mu _{1}}(\lambda -\lambda _{2})^{\mu _{2}}\cdots (\lambda -\lambda _{r})^{\mu _{r}}}

ジョルダン標準形の行列の例．灰色の箱はジョルダンブロックと呼ばれる．

の形，ただし {\displaystyle \lambda _{1},\lambda _{2},\ldots ,\lambda _{r}} は A の相異なる固有値，になれば，各 μi は対応する固有値 λi の代数的重複度であり，A はジョルダン標準形の行列 J に相似である，ただし各 λi は対角線上連続した μi 回現れ，各 λi の上（すなわち優対角）の各成分は 0 または 1 である；各 λi の最初の出現の上の成分はつねに 0 である．すべての他の成分は 0 である．行列 J は A の対角化にできるだけ近い．A が対角化可能ならば，対角線の上のすべての成分は 0 である．教科書によっては優対角成分ではなく 劣対角成分, すなわち主対角線の直下に 1 たちがあることに注意．固有値はなお主対角線にある．
すべての n × n 行列 A は相似変換 J = M−1AM によって得られるジョルダン標準形の行列 J に相似である，ただし M は A の広義モード行列である。 

### 例 5
{\displaystyle A={\begin{bmatrix}0&4&2\\-3&8&3\\4&-8&-2\end{bmatrix}}}
に相似なジョルダン標準形の行列を見つけよ．
解：A の特性方程式は (λ − 2)3 = 0 であるので，固有値は λ = 2（代数的重複度 μ = 3）である．前の節の手順に従って，
{\displaystyle \operatorname {rank} (2I-A)=1}
と
{\displaystyle \operatorname {rank} (2I-A)^{2}=0=n-\mu }
が分かる．したがって，ρ2 = 1 と ρ1 = 2 であり，A の標準基底は階数 2 の1つの線型独立な広義固有ベクトルと階数 1 の2つの線型独立な広義固有ベクトルを含むことが分かる，あるいは同じことだが，2つのベクトルの1つの鎖 {x2, x1} と1つのベクトルの1つの鎖 {y1} を含む．M = (y1 x1 x2) と書いて，次が分かる：
{\displaystyle M={\begin{bmatrix}2&2&0\\1&3&0\\0&-4&1\end{bmatrix}}}
および
{\displaystyle J={\begin{bmatrix}2&0&0\\0&2&1\\0&0&2\end{bmatrix}},}
ただし M は A の広義モード行列で，M の列は A の標準基底で，AM = MJ である．広義固有ベクトル自身は一意ではないから，また M と J の両方の列のいくつかは交換できるから，M と J はいずれも一意ではないことが従うことに注意．

### 例 6
例 4 において，行列 A に対する線型独立な広義固有ベクトルの標準基底を求めた．A の広義モード行列は
{\displaystyle M={\begin{bmatrix}{\boldsymbol {y}}_{1}&{\boldsymbol {x}}_{1}&{\boldsymbol {x}}_{2}&{\boldsymbol {x}}_{3}\end{bmatrix}}={\begin{bmatrix}-14&2&-2&0\\4&0&2&0\\-3&0&0&1\\1&0&0&0\end{bmatrix}}}
である．A に相似なジョルダン標準形の行列は
{\displaystyle J={\begin{bmatrix}4&0&0&0\\0&5&1&0\\0&0&5&1\\0&0&0&5\end{bmatrix}}}
であり，AM = MJ である。

## 応用

### 行列関数
正方行列に実行できる最も基本的な演算の3つは，和とスカラー倍と積である．これらは n × n 行列 A の多項式関数を定義するのにちょうど必要な演算である．多くの関数がマクローリン級数として書けることを基本的な解析学から思い出すと，行列のより一般の関数をきわめて容易に定義できる．A が対角化可能ならば，つまり
{\displaystyle D=M^{-1}AM}
で
{\displaystyle D={\begin{bmatrix}\lambda _{1}&0&\cdots &0\\0&\lambda _{2}&\cdots &0\\\vdots &\vdots &\ddots &\vdots \\0&0&\cdots &\lambda _{n}\end{bmatrix}}}
ならば，
{\displaystyle D^{k}={\begin{bmatrix}\lambda _{1}^{k}&0&\cdots &0\\0&\lambda _{2}^{k}&\cdots &0\\\vdots &\vdots &\ddots &\vdots \\0&0&\cdots &\lambda _{n}^{k}\end{bmatrix}}}
であり，A の関数のマクローリン級数の計算は大きく単純化される．例えば，A の任意の冪 k を得るには，Dk を計算し，M を左から掛け，さらに M−1 を右から掛けるだけでよい．
広義固有ベクトルを用いて，A のジョルダン標準形を得ることができ，これらの結果は対角化可能でない行列の関数を計算する直截的手法に一般化できる．（行列関数#ジョルダン分解を参照．）

### 微分方程式
次の線型常微分方程式系を解く問題を考える：
ただし
{\displaystyle {\boldsymbol {x}}={\begin{bmatrix}x_{1}(t)\\x_{2}(t)\\\vdots \\x_{n}(t)\end{bmatrix}},\quad {\boldsymbol {x}}'={\begin{bmatrix}x_{1}'(t)\\x_{2}'(t)\\\vdots \\x_{n}'(t)\end{bmatrix}},}      および      {\displaystyle A=(a_{ij})}
行列 A が対角行列で i ≠ j に対して aij = 0 のとき，系 (5) は次の形の n 個の方程式の系に簡約される：
{\displaystyle x_{1}'=a_{11}x_{1}}

{\displaystyle x_{2}'=a_{22}x_{2}}

{\displaystyle \vdots }

{\displaystyle x_{n}'=a_{nn}x_{n}}
この場合，一般解は次で与えられる：
{\displaystyle x_{1}=k_{1}e^{a_{11}t}}
{\displaystyle x_{2}=k_{2}e^{a_{22}t}}
{\displaystyle \vdots }
{\displaystyle x_{n}=k_{n}e^{a_{nn}t}}
一般の場合には，A を対角化し系 (5) を (6) のような系に以下のように簡約しようとする．A が対角化可能ならば，M を A のモード行列として，D = M−1AM である．A = MDM−1 を代入して，方程式 (5) は次の形となる：{\displaystyle M^{-1}{\boldsymbol {x}}'=D(M^{-1}{\boldsymbol {x}}),} あるいは
ただし
(7) の解は
{\displaystyle y_{1}=k_{1}e^{\lambda _{1}t}}
{\displaystyle y_{2}=k_{2}e^{\lambda _{2}t}}
{\displaystyle \vdots }
{\displaystyle y_{n}=k_{n}e^{\lambda _{n}t}}
(5) の解 x はすると関係式 (8) を用いて得られる
一方，A が対角化可能でなければ，M を A の広義モード行列に選び，J = M−1AM を A のジョルダン標準形とする．系 y′ = Jy は次の形を持つ：
{\displaystyle {\begin{aligned}y_{1}'&=\lambda _{1}y_{1}+\epsilon _{1}y_{2}\\&\vdots \\y_{n-1}'&=\lambda _{n-1}y_{n-1}+\epsilon _{n-1}y_{n}\\y_{n}'&=\lambda _{n}y_{n}\end{aligned}}}
ただし λi は J の主対角成分にある固有値であり，εi は J の優対角成分にある 1 と 0 である．系 (9) はしばしば (5) よりも容易に解かれる．(9) の最後の方程式を yn に対して解いて，{\displaystyle y_{n}=k_{n}e^{\lambda _{n}t}} を得る．次に yn のこの解を (9) の最後から二番目の方程式に代入して，yn − 1 に対して解く．この手順を続けて，(9) を最後の方程式から最初までやり，y に対する全体の系を解く．すると解 x は関係式 (8) を用いて得られる．